# Daniel Kramer (Musikproduzent)
Daniel Kramer (* 1976 in Kiel) ist ein deutscher Keyboarder, Musikproduzent und Sounddesigner.

## Leben
Daniel Kramer begann im Alter von drei Jahren Geige zu spielen. Während der schulischen Ausbildung auf den  musischen Gymnasien „Ernst Barlach“ in Kiel und dem Johanneum zu Lübeck sang er mehrere Jahre im Kieler Knabenchor und nahm Unterricht in Schlagzeug, Percussion, Klavier und Gesang und wurde von Reinhard Brede (Dozent der Musikhochschule zu Lübeck) in Arrangement und Harmonielehre ausgebildet. Später absolvierte er den Kontaktudiengang für Popularmusik an der Hochschule für Musik und Theater in Hamburg und war Teilnehmer des John-Lennon-Talent-Award, für den er später auch als Bandcoach tätig war.
In seiner Jugend spielte er in Bands verschiedener Stilrichtungen (Folk, Wave, Hip-Hop, Dance), bzw. gründete diese selbst (z. B. die Lübecker Ska-Band DaSKArtell, die Berliner Pop-Band Filiale Lotus (mit Roman Riklin und Jean-Michel Tourette), das Elektro-Trio Scuba Diver, gemeinsam mit den Hamburger Produzenten T.Petone (Queensberry, Samy Deluxe) und M. Druzella (Ben)). Als festes Bandmitglied tourte er mit Fettes Brot, Patrick Nuo, KiD Alex, Denyo, Bed & Breakfast, Jasmin Wagner und Spike und wurde als Keyboarder von Künstlern wie Ronan Keating, Enrique Iglesias für einzelne Shows/TV-Auftritte gebucht. Als Studiomusiker war er hauptsächlich als Keyboarder, aber auch vereinzelt mit anderen Instrumenten tätig (z. B. Akkordeon und Harmonika bei Emanuela von Fettes Brot, Solo-Harmonika bei Udo Lindenberg Stark wie Zwei).
Auf erste Eigenproduktionen und Veröffentlichungen im Popmusikbereich folgten Aufträge als Programmer, Remixer und Produzent. Als solcher war er zum einen für die Entwicklung neuartiger Sounds für Bands wie Rosenstolz und Fettes Brot, zum anderen für die Erstellung sogenannte Single- /Radio-Edits für Mark Owen, D’Sound, Rosenstolz (u. a.) verantwortlich. Auf dem Album Suchen & Finden von Dennis Lisk war er als Produzent, Komponist, Arrangeur und Studiomusiker beteiligt. Daniel Kramer ist Teil des musikalischen Produktionsteams im Doku-Format Cover My Song auf VOX.
Heute ist er Inhaber der Firma Strom Music mit Sitz in Hamburg und arbeitet als Komponist, Musikproduzent und Sounddesigner für Pop- und Filmmusik und internationale Werbekampagnen (u. a. für Lamborghini, Telekom, Mercedes-Benz).

## Diskografie (Auszüge)
Als Produzent:
- 1997 – Bluesiana X: Black Means Blues (Single)
- 1998 – Flash Of Fantasy: Flash Of Fantasy (Single)
- 1999 – Filiale Lotus: Filiale Lotus (Album)
- 2004 – Jasmin Wagner: div. Songs (Album)
- 2005 – Mark Owen: Believe in the Boogie (Single)
- 2006 – D’Sound: Birthday (Single)
- 2009 – Dennis Lisk: Suchen & Finden (Album)

Als Komponist:
- 1999 – Filiale Lotus: Filiale Lotus (Album)
- 2004 – Jasmin Wagner: div. Songs (Album)
- 2009 – Dennis Lisk: Suchen & Finden (Album)

Als Programmierer:
- 2000 – Rosenstolz: Kassengift (Album)
Rosenstolz: Amo Vitam (Single)
Rosenstolz: Kinder der Nacht (Single)
- 2001 – Rosenstolz: Total Eclipse (mit Marc Almond) (Single)
Rosenstolz: Die schwarze Witwe (mit Nina Hagen) (Single)
  - Kim Fisher: So viel geb ich nicht (Single)
- 2005 – Fettes Brot: Am Wasser gebaut (Album)
Fettes Brot: Emanuela (Single)
- 2009 – Dennis Lisk: Suchen & Finden (Album)

Als Remixer:
- 2000 – Rosenstolz: Amo Vitam – (Remixes)
Rosenstolz: Kinder der Nacht – (Remix)
- 2003 – Monica Quinter: Lullaby – (Remix)

Als Studiomusiker:
- 2000 – Rosenstolz: Kassengift (Album)
- 2001 – Kim Fisher: Follow Me (Album)
- 2001 – Ole Soul: Mach Sie an (Single)
- 2003 – Fettes Brot: Ich bin Müde[13] (Single)
- 2004 – Jahcoustix: Colorblind (Album)
- 2005 – Fettes Brot: Am Wasser gebaut (Album)
Fettes Brot: Emanuela (Single)
- 2006 – D’Sound: Birthday (Single)
Fettes Brot & Bela B: Fußball ist immer noch wichtig[14]
- 2007 – Das Bo: Das Blech / 80’s Flashback[15] (Single)
- 2008 – Udo Lindenberg: Was hat die Zeit mit uns gemacht (Single)
- 2009 – Dennis Lisk: Suchen & Finden (Album)